# 조기홍
조기홍(趙圻烘, 1908년 11월 9일 ~ 1997년 7월 5일)은 일제강점기와 대한민국의 교육인으로, 본관은 배천, 호는 우당(又棠)이며 본적은 서울특별시 동대문구 창신동이다.

## 생애
1915년 경성부 어의동 보통학교에 입학했으며 1927년 경성제일여자고등보통학교를 졸업했다. 1930년 3월 28일 일본 도쿄여자고등사범학교 가정과를 졸업했고 1930년 5월 진명여자고등보통학교 교사를 역임했다.
1937년 1월 조선부인문제연구회 사무관사, 1937년 8월 애국금차회 간사로 선임되었다. 1937년 1월 29일 조선총독부 사회교육과 주최로 열린 좌담회를 비롯해서 1937년 2월 24일에 열린 조선부인문제연구회 제2차 협의회, 1939년 5월 30일 조선부인문제연구회·조선교화단체연합회 주최로 열린 의복에 관한 좌담회 등 각종 좌담회에 참석했다.
1938년 9월 22일부터 1938년 10월 1일까지 조선부인문제연구회 주최로 열린 각 도 순회강연에서 황해도 연사로 참석했고 조선총독부 주최로 열린 시국인식 강연회, 경기도 용인군에서 열린 국민정신총동원주간 시국강연, 국민정신총동원조선연맹 주최로 열린 국민정신 함양을 위한 순회 강연회에서 연사로 참석했다. 경성방송국 라디오 방송에 3차례(1939년 3월 3일, 1941년 4월 2일, 1941년 9월 26일) 출연하여 라디오 강연을 열었으며 1941년부터 1944년까지 조선총독부 기관지 매일신보에 일본의 침략 전쟁을 찬양하는 글을 기고했다. 이 때문에 민족문제연구소의 친일인명사전 수록자 명단의 교육/학술 부문, 친일반민족행위진상규명위원회가 발표한 친일반민족행위 705인 명단에 포함되었다.
1940년 성신여자중학교 부교장을 역임했으며 광복 이후에는 창덕여자중학교와 창덕여자고등학교 교장, 경기여자고등학교 교장, 성신여자대학교 부학장과 학장을 역임했다. 1959년 대한가정학회 초대 회장으로 선출되었고 1959년 10월 6일 30년 동안 교육 분야에 헌신한 공로를 인정받아 서울특별시로부터 교육 공로자 표창을 받았다. 1965년 성신여자대학교 부학장으로 임명되었고 1973년 유정회 국회의원으로 당선되면서 사임한 이숙종 성신여자대학교 학장의 후임으로 임명되었다.
1982년 1월 21일부터 1985년 6월 12일까지 성신여자대학교 초대 총장을 역임했고 1987년 12월 21일 춘강상(春江賞, 1987년 동덕여자대학교 설립자인 조동식(趙東植) 탄생 100주년을 기념하기 위한 차원에서 제정된 상) 교육 부문 수상자로 선정되었다. 슬하에 1남 2녀를 두었으며 1997년 7월 5일 미국 로스앤젤레스 산타모니카 병원에서 향년 89세를 일기로 사망했다.

## 같이 보기
- 성신여자대학교

## 참고자료
- 친일반민족행위진상규명위원회 (2009). 〈조기홍〉. 《친일반민족행위진상규명 보고서 Ⅳ-16》. 서울. 668~689쪽.